# Psilídeos
Os Psyllidae ou Psilídeos, comummente conhecidos como psila, são insetos hemípteros com alguns milímetros de comprimento, três ocelos, antenas bem desenvolvidas (10 segmentos) e rostro curto. Assemelham-se a minúsculas cigarras, dispondo de pernas posteriores saltadoras. São dotadas, ainda, de quatro asas membranosas. Segregam substâncias açucaradas que atraem formigas. São ovíparas, sendo que os ovos são geralmente pendunculados. As formas jovens diferem dos adultos, pois são achatadas e com pernas curtas. 
Muitos psilídeos, quando ainda estão nos estágios juvenis, causam deformações no limbo foliar ao sugar a seiva. Os psilídeos podem também ser vetores de vírus. Com efeito, destaca-se o caso da Diaphorina citri, que ataca a laranjeira.